# T.S. Eliot

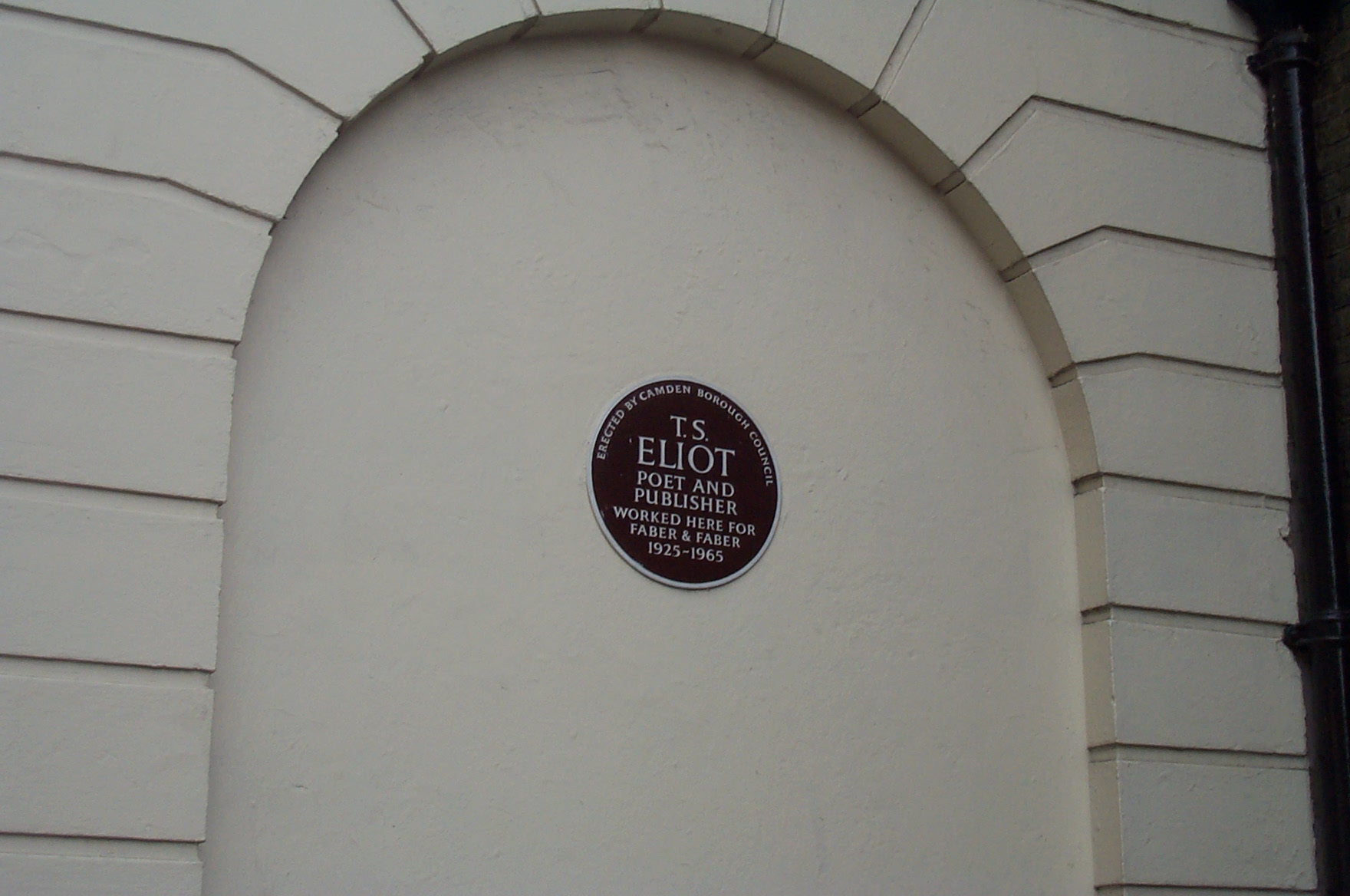
Tablica na domu, w którym przez wiele lat pracował T.S. Eliot

T.S. Eliot, właśc. Thomas Stearns Eliot (ur. 26 września 1888 w Saint Louis, zm. 4 stycznia 1965 w Londynie) – amerykańsko-brytyjski poeta, przedstawiciel modernizmu, dramaturg i eseista, od 1914 mieszkał w Anglii; laureat Nagrody Nobla w dziedzinie literatury (1948).

## Życiorys
Jego rodzicami byli Henry Ware Eliot, przemysłowiec i filantrop, i Charlotte Champe Stearns Eliot, nauczycielka i poetka. Urodzony w Stanach Zjednoczonych, został brytyjskim poddanym w roku 1927, w tym samym roku przeszedł na anglikanizm. Uczył się w Smith Academy w St. Louis a następnie w Milton Academy w Massachusetts. Studiował na uniwersytetach w USA (Harvard), Anglii (Oxford) i Francji (Uniwersytet Paryski).
Od 1915 do 1932 żonaty z Vivienne Haigh-Wood, w 1957 poślubił Esmé Valerie Fletcher. Większość życia zawodowego przepracował w banku Lloyds w Londynie oraz w wydawnictwie Faber and Gwyer (później Faber and Faber). W początkowej fazie twórczości pozostawał pod silnym wpływem Ezry Pounda.
W 1922 założył pismo The Criterion, działające do 1939, które zajmowało się szeroko pojętą problematyką społeczną, polityczną i kulturalną. Wkrótce stało się ono jednym z najwyżej cenionych pism krytycznych.
W 1948 roku poeta otrzymał literacką Nagrodę Nobla W 1959 odznaczony został Pour le Mérite za Naukę i Sztukę
Nabożeństwo żałobne za poetę odbyło się w Opactwie Westminsterskim 4 lutego 1965.

## Twórczość
Eliot ukazywał w swojej liryce charakterystyczne dla nowoczesnego człowieka poczucie egzystencjalnego zagubienia w świecie. Poeta łączył w swoim dziele pierwiastki awangardowe i tradycyjne, czerpiąc obficie z dziedzictwa kultury europejskiej i orientalnej. Odwołuje się między innymi do Ognistego kazania Buddy.
Już debiutancki tom Prufrock i inne obserwacje (1917) zapowiadał narodziny wielkiego artysty. Szczególną uwagę zwracała pełna ironicznej rezygnacji Pieśń miłosna J. Alfreda Prufrocka, w której Eliot zastosował podobne zabiegi jak w późniejszej o kilka lat Ziemi jałowej. Zapisywał cudze głosy, łączył niespójne z pozoru sekwencje, stosował zasady konstrukcji muzycznej. Konsekwentnie budował postać bohatera współczesnego, pozbawionego heroizmu, sceptycznie oceniającego własne możliwości, zagubionego w tłumie. Równie interesujący jest kolejny tom pt. Wiersze (1919). Apokaliptyczne echa rozbrzmiewają w wierszach Hipopotam i Gerontion. Nową tonację wniósł Sweeney wśród słowików. Już w najwcześniejszych utworach Eliota fascynowała brzydota (miasto w oparach mgły i żółtego dymu, ponury jesienny wieczór, nieciekawe, obskurne wnętrza domów). Jego bohaterowie (Pfrufrock, Gerontion) są zbyt zmęczeni, by stanąć do walki. Starzeją się, nie mają sił ani ochoty, by pójść śladami księcia Hamleta. Świat pokazywany w późniejszych wierszach i poematach Eliota zbliża się często do kresu swego istnienia. Nadchodzi czas posuchy, czas cywilizacji wyczerpanej, skazanej na zagładę. Katastrofę mogą przetrwać tylko nieliczne, najlepiej przystosowane zwierzęta (szczur) i rośliny (kaktus).
Przełomowym i najważniejszym dziełem poety jest Ziemia jałowa, uważana powszechnie za jeden z najważniejszych i najbardziej wpływowych poematów XX wieku. Podstawowym impulsem do napisania tego dzieła była dla Eliota lektura Złotej gałęzi Jamesa George’a Frazera. Najprawdopodobniej obraz tytułowej jałowej ziemi Eliot przejął z poematu Roberta Browninga Sir Roland pod Mroczną Wieżą stanął. Z liryki Browninga i Alfreda Tennysona zaadaptował dla swoich celów technikę narracyjną monologu dramatycznego. Swoistą kodą do Ziemi jałowej stał się krótki poemat Próżni ludzie, zawierający najbardziej znany cytat, mówiący, że świat kończy się nie z hukiem, ale ze skowytem. W dalszych latach w twórczości Eliota coraz mocniej zaczęły dochodzić do głosu inspiracje chrześcijańskie.
Ostatnim wielkim dziełem lirycznym poety stały się Cztery kwartety. Tytuły kolejnych poematów (Burnt Norton, East Coker, The Dry Salvages i Little Gidding) odpowiadają nazwom miejscowości w Anglii i USA. Kunsztowna kompozycja dzieła opiera się na powtarzalności wątków i obrazów. Podobnie w dziełach dawnych mistyków pogodzone zostają paradoksy czasu i wieczności, ruchu i ciszy, słowa i milczenia. Mistyczna wędrówka kończy się wielkim uspokojeniem, pojednaniem życia i śmierci (symbole ognia i róży).
Po napisaniu Ziemi jałowej, Wydrążonych ludzi i poematu Popielec (1930) Eliot coraz częściej odchodził od liryki w stronę teatru poetyckiego. W ciągu kilkunastu lat stworzył cieszące się dużym wzięciem sztuki: Mord w katedrze (1935), Zjazd rodzinny (1939) oraz Coctail party (1949). Był zwolennikiem teatru swobodnie łączącego rozmaite konwencje i techniki pisarskie.
Eliot sądził, że poeta powinien być równocześnie krytykiem literackim, świadomym wybranej przez siebie drogi artystycznej, a także tradycji. Swój program sformułował w tomach szkiców: Święty gaj (1920), Eseje wybrane (1932), Użyteczność poezji i użyteczność krytyki (1933). Związany był z kierunkiem tzw. Nowej Krytyki, niechętnej wybujałemu indywidualizmowi. Z czasem stawał się coraz bardziej negatywnie nastawiony w stosunku do wszelkiego nowatorstwa. Literaturze współczesnej zarzucał zeświecczenie, brak perspektywy religijnej (w odpowiedzi krytycy wytykali mu skłonność do kaznodziejstwa). Od artysty domagał się solidnej edukacji humanistycznej (m.in. znajomości języków starożytnych). Negatywnie oceniał Burnsa i Blake’a, a jako redaktor odrzucił Folwark zwierzęcy Orwella.

## Myśl polityczna
W poglądach politycznych Eliota silnie obecna jest krytyka demokracji parlamentarnej, którą oskarżał o zagubienie wartości moralnych. Politycy nastawieni są na zysk, utracili więź z tradycją, przez co zerwali więź ze społeczeństwem. Główna przyczyna zła tkwi jednak w wychowaniu. Eliot krytykuje system edukacyjny za narzucenie obcych wzorców, kształtowanie nadmiernego indywidualizmu, nierozwijanie w młodych ludziach postaw moralnych. Uważał więc, że konieczne jest odejście od XIX-wiecznej kultury demokratyczno-liberalnej i wprowadzenie ładu moralnego, powrót do tradycyjnych wartości chrześcijańskich.

## Wybrane dzieła
- Prufrock i inne spostrzeżenia (1917)
- Wiersze (1919)
- Święty gaj (1920)
- Ziemia jałowa (1922)
- Wiersze 1909–1925 (1925)
- Podróż Trzech Króli (1927)
- Pieśń dla Symeona (1928)
- Animula (1929)
- Popielec (1930)
- Marina (1930)
- Marsz triumfalny (1931)
- Mord w Katedrze (1935) [sztuka opowiadająca o ostatnich dniach życia i męczeńskiej śmierci arcybiskupa Canterbury, Tomasza Becketa]
- Wiersze zebrane z lat 1909–1935 (1936)
- Wiersze o kotach [Old Possum’s Book of Practical Cats] (1939)
- The Cocktail Party (1950)

## Przekłady
Wiersze, poematy i dramaty Eliota na język polski tłumaczyli między innymi Bogdan Baran, Stanisław Barańczak, Krzysztof Boczkowski Józef Czechowicz, Władysław Dulęba, Zofia Ilińska, Artur Międzyrzecki, Czesław Miłosz, Jerzy Niemojowski, Andrzej Nowicki, Jerzy Pietrkiewicz, Andrzej Piotrowski, Jerzy S. Sito, Michał Sprusiński, Adam Pomorski, i Jerzy Zagórski. Eseje tłumaczyli Magdalena Heydel, Maria Niemojowska, Helena Pręczkowska i Maciej Żurowski.